# Havneholmen Station
Havneholmen Station er en underjordisk metrostation på Sydhavnslinjen, beliggende ved Fisketorvet i Københavns Sydhavn. Nabostationer er Københavns Hovedbanegård og Enghave Brygge. Stationen blev åbnet 22. juni 2024. Stationen er udsmykket med almindelig stationsaptering (f.eks. ure, skilte og rejsekortstandere) placeret på væggene og i loftet. De analoge ure kører baglæns og/eller hurtigt rundt. Kunstinstallationen er foretaget af den danske kunstnergruppe Superflex. Der er dog også traditionel stationsaptering på stationen.
Stationen har sit navn efter den kunstigt anlagte halvø Havneholmen ved Kalvebod Brygge, der samtidig er navnet på vejen, stationen er beliggende ved.